# Nabot Törnros
Nabot Johan Natanael Törnros, född 2 juni 1878 i Stockholm, död 1914 i Hjo, var en svensk målare och tecknare. Speciellt gjorde han interiörer och porträtt. Efter sekelskiftet var han medlem i konstnärsgruppen De Frie.
Törnros studerade konst för Anders Zorn, Richard Bergh och Per Hasselberg vid Konstnärsförbundets första skola i Stockholm. Från omkring 1898 var han medlem i Konstnärsförbundet men på grund av olika åsikter om konsten lämnade han förbundet 1900. Törnros blev huvudsakligen känd som en tekniskt kunnig målare av interiörer och porträtt. På grund av ett lyte blev han med den tidens ögon en originell och märkt personlighet. Hans lyte medförde att han fick en fin inlevelse i andra personers psyke som kom honom till stor nytta i hans människoskildringar. Han väckte intresse både genom sin konst och på ett positivt sätt genom sin person.. Han medverkade i Yngre konstnärers första utställning i Stockholm 1899 samt i Konstnärsförbundet utställningar i Stockholm 1899–1900. Han var representerad vid den svenska avdelningen på världsutställningen i Paris 1900 och han deltog i utställningen Svensk konst som visades i Helsingborg 1903, Konst- och industriutställningen i Norrköping 1906, industri och konstutställningen i Lund 1907 och i gruppen De Fries utställningar på Hallins konsthandel i Stockholm. Tillsammans med Einar von Strokirch och Jacob Sandberg ställde han ut i Hjo 1913 och han medverkade i samlingsutställningar med Konstföreningen för södra Sverige. En minnesutställning med hans konst visades 1918 i Stockholm. Hans konst består av naturstudier, porträtt, interiörer och friluftsmåleri i skarp färgskala. Törnros är representerad vid Nationalmuseum i Stockholm.

## Bildgalleri

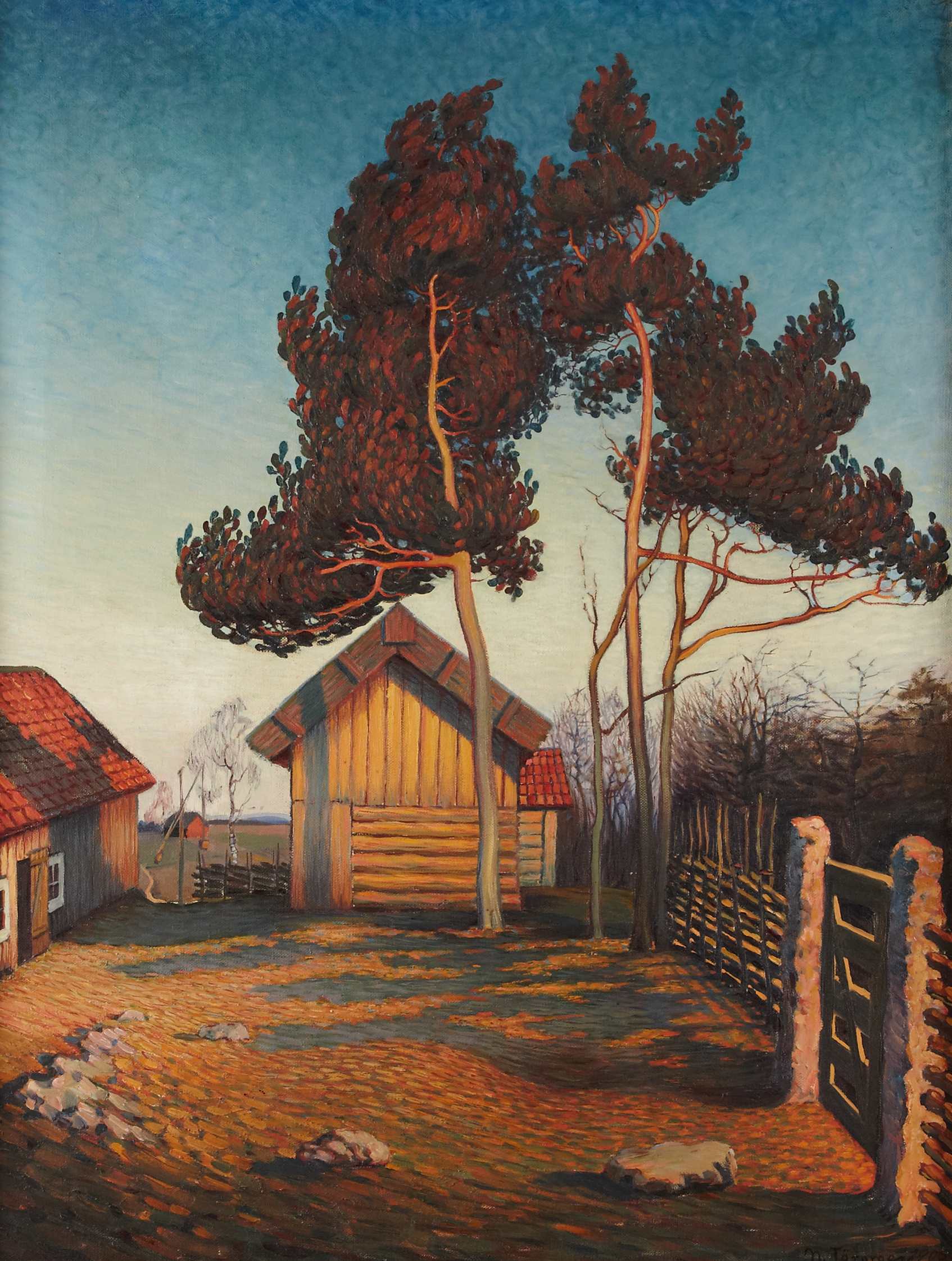
Gårdsmotiv med tallar, 1900
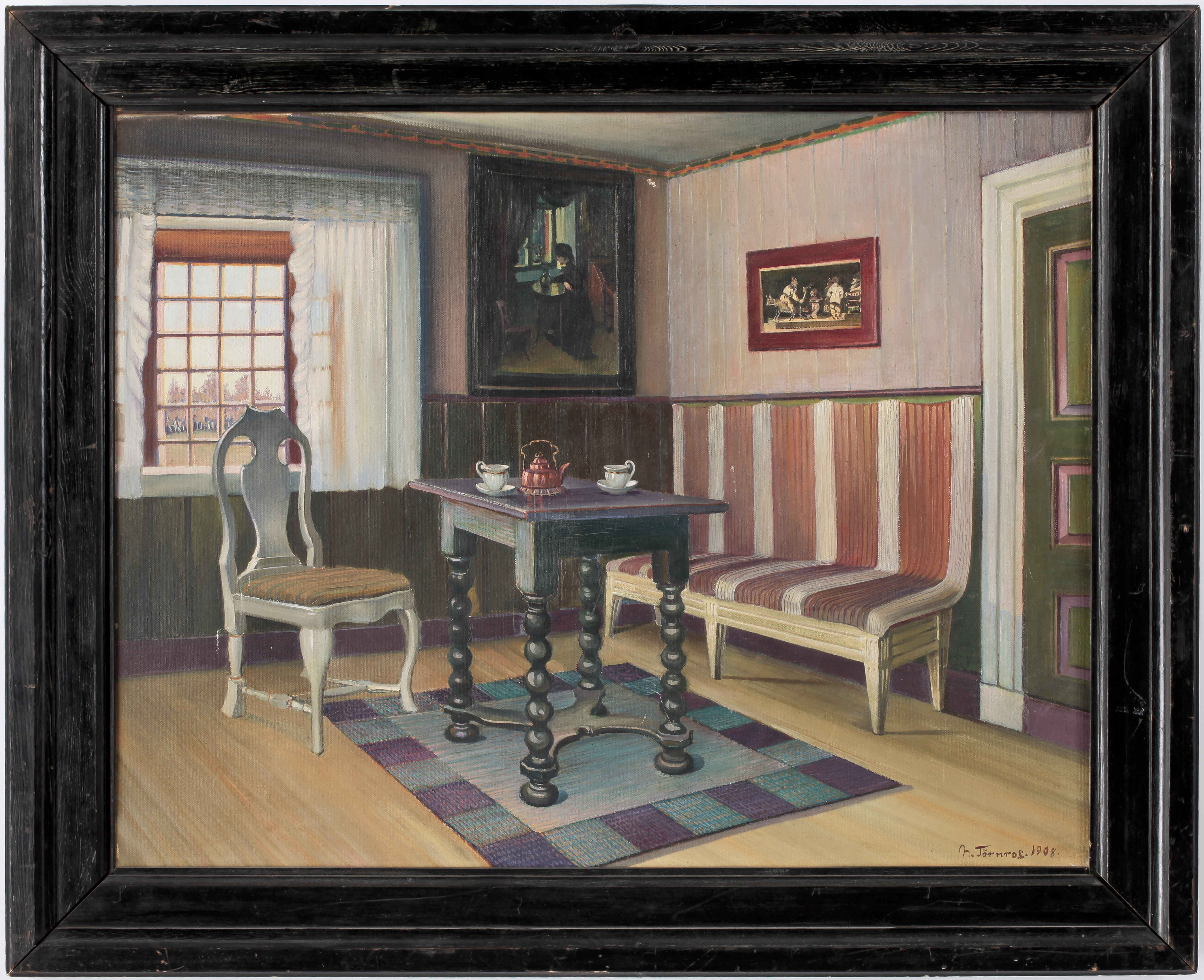
Interiör, 1908